# Tanjung Batu Barat
Tanjung Batu Barat is een bestuurslaag in het regentschap Karimun van de provincie Riau-archipel, Indonesië. Tanjung Batu Barat telt 6.161 inwoners (volkstelling 2010).